# Albany (Kentucky)
Albany – miasto w Stanach Zjednoczonych, w stanie Kentucky, siedziba administracyjna hrabstwa Clinton.